# حارب المخدر الجديد
حارب المخدر الجديد (بالإنجليزية: Fight The New Drug) ‏ (اختصاراً: FTND) هي منظمة غير ربحية أمريكية تأسست عام 2009 تعمل على مكافحة المواد الإباحية. تركز المنظمة على تثقيف الشباب والشابات وزيادة الوعي العام بشأن ما يعتبرونه آثار المواد الإباحية الضارة والسلبية على الإنسان. المنظمة معروفة بشعارها الإدعائي الشهير «الإباحية تقتل الحب» وانتقاء بحوث علمية ودراسات شهيرة حول آثار الإباحية. تأسست المجموعة برأسة مورمونية (غير أن المنظمة تزعم أنها لا تميل لأية اتجاهات دينية أو عرقية).

## التاريخ
وفقاً للمنظمة، فإن اسمها مشتق من الاعتقاد الجازم بأن المواد الإباحية هي نوع جديد من المخدرات في المجتمعات الحالية.

## لمحة عامة
ترتكز مهمة منظمة «حارب المخدر الجديد» على تثقيف وزيادة الوعي بشأن النتائج التي تم التوصل إليها بشأن آثار الإباحية، فضلاً عن تبادل التجارب الشخصية مع أولئك الذين تضرروا عموماً من المواد الإباحية.
تستخدم المنظمة الحسابات الشخصية للمنخرطين، وملخصات البحوث العلمية والاجتماعية الهادفة لتثقيف الجمهور المُستهدف من الشباب ولاسيما جيل الألفية. لا تسعى المنظمة إلى حظر المواد الإباحية أو جعلها غير قانونية، ولا تجادل في التعاطي للمواد الإباحية من خلال عرض حجج مصبوغة بطابع أخلاقية أو عقائدي؛ إنما تهدف إلى إلهام وتمكين الشباب بالتوقف عن استهلاك المواد الإباحية طواعيةً عبر نشر التوعية والتعليم. تعزز المنظمة نتائج الدراسات العلمية التي تظهر التغيرات في دماغ الفرد عند التعرض للمواد الإباحية، على الرغم من أن الدراسات المعروضة مختلف على مدى صحتها أو دقتها.

## وصلات خارجية
- الموقع الرسمي
 (بالإنجليزية)